# 2006年亞洲運動會鐵人三項比賽
2006年多哈亞運的鐵人三項比賽是亞運中的新增專項，賽事於2006年12月8日的10:00和13:30內進行，男女子運動員會在同一天內進行1500米的游泳、40公里的踏自行車部份及10公里跑。

## 獎牌統計
| 排名 | 国家／地区      | 金牌 | 银牌 | 铜牌 | 總數 |
| ---- | --------------- | ---- | ---- | ---- | ---- |
| 1    | （KAZ）         | 1    | 0    | 1    | 2    |
| 2    | 中国（CHN）     | 1    | 0    | 0    | 1    |
| 3    | 日本（JPN）     | 0    | 1    | 1    | 2    |
| 4    | 中国香港（HKG） | 0    | 1    | 0    | 1    |
| 總計 | 總計            | 2    | 2    | 2    | 6    |

## 各項成績
| 項目     | 金牌              | 银牌               | 铜牌               |
| 男子個人 | 德米特里·加格（） | 李致和（中国香港） | Daniil Sapunov（） |
| 女子個人 | 王虹霓（中国）    | 上田藍（日本）     | 关根明子（日本）   |